# Torre de los Púlpitos

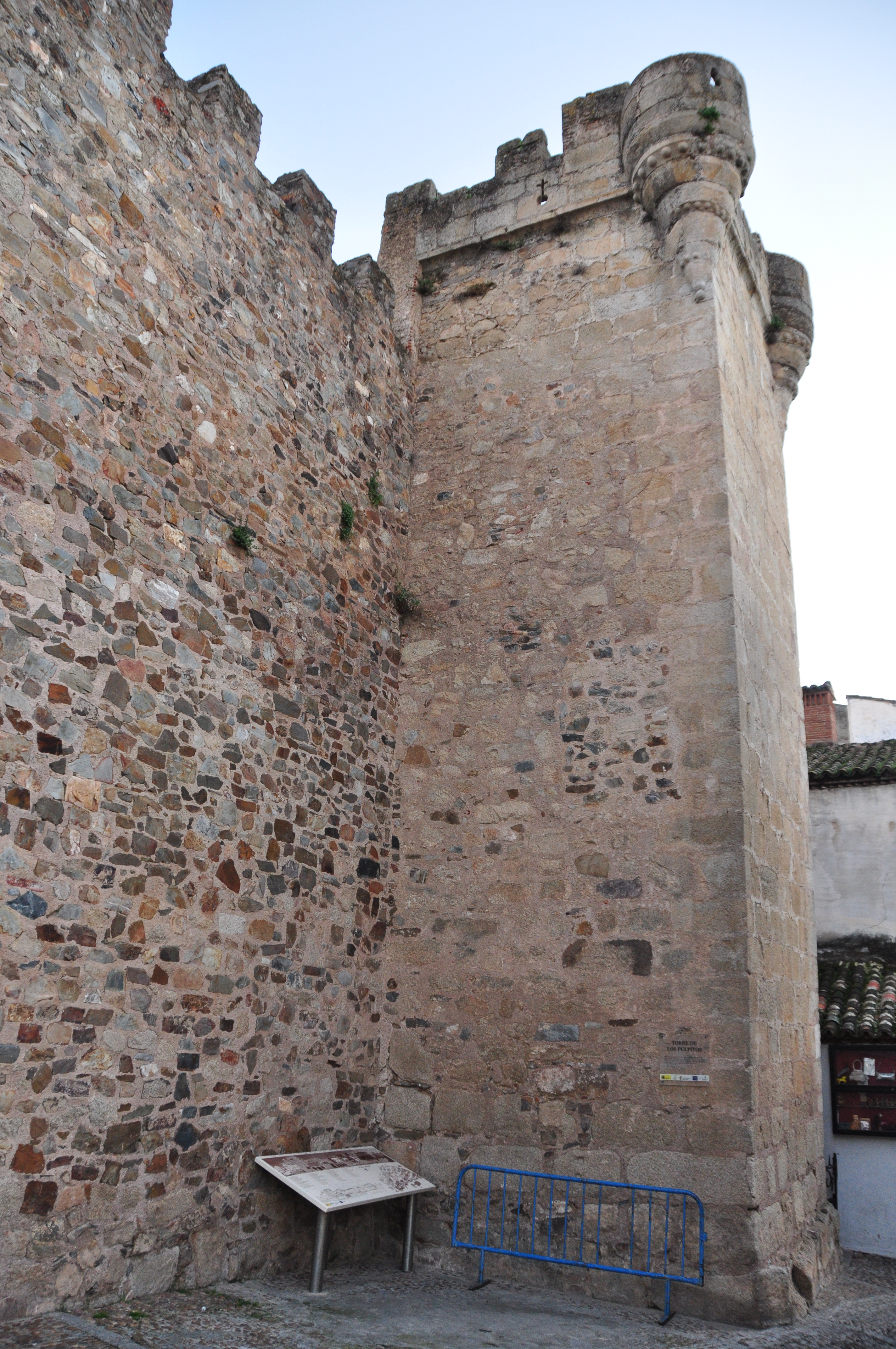
Torre de los Púlpitos.

La torre de los Púlpitos es una torre situada en el lienzo occidental de la muralla de Cáceres, en España. Es una de las más representativas del recinto amurallado de la ciudad de Cáceres.

## Descripción
De planta cuadrada y construida con sillería granítica, está orientada hacia la plaza Mayor. Adosada a la parte externa de la muralla, es marcadamente cristiana, con sus saeteras en forma de cruz y sus dos esquinas frontales rematadas con cubos cilíndricos, cuya similitud con los púlpitos de una iglesia le han granjeado su nombre. Estos dos remates se apoyan sobre ménsulas y cuentan con tres hileras adornadas con bolas, un elemento decorativo típico de las construcciones militares en la época de los Reyes Católicos. Tiene 16 metros de altura.

## Historia

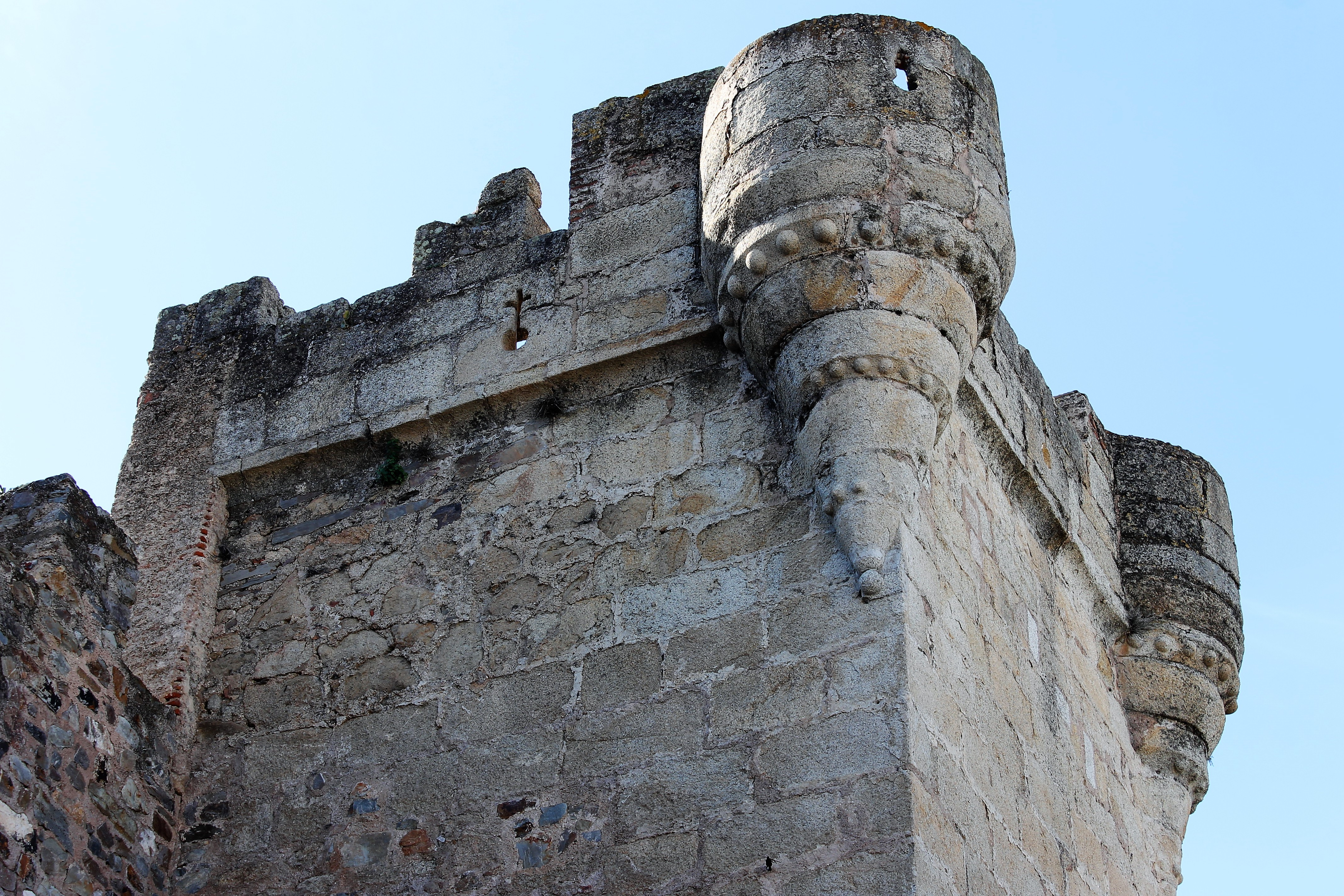
Detalle de las almenas, saeteras y matacanes.

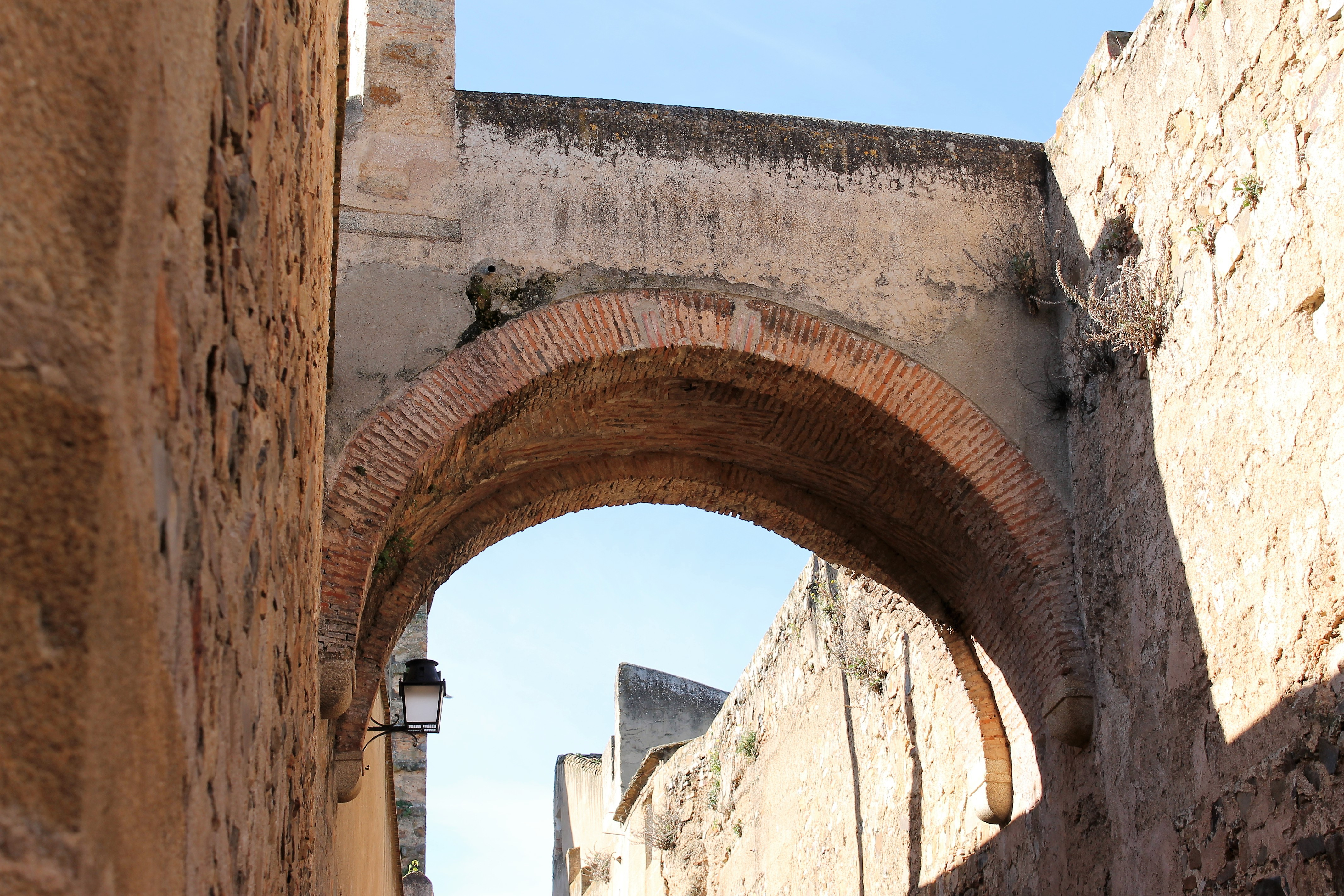
Arco que une la torre al palacio de Mayoralgo.

Se construyó a finales del siglo XV al abrirse la Puerta Nueva o Arco de la Estrella, con el fin de defender desde sus saeteras ese nuevo acceso a la ciudad. Es la única torre completamente nueva tras la reconquista cristiana en todo el conjunto de la muralla, de construcción almohade. Originalmente, la torre tenía el acceso a través de una escalera levantada desde la misma muralla, al igual que otras torres de Cáceres. Con el paso del tiempo, sus almenas se convertirían en un lugar privilegiado desde el que se podía contemplar todos los acontecimientos públicos que tenían lugar en la plaza mayor, convertida a partir del siglo XVI en el centro de la vida local. De acuerdo con algunos autores, este debió ser el lugar donde el maestre de la orden de Alcántara Goméz de Solís presenciaba los torneos de la Plaza Mayor conmemorativos de la boda de su hermana Juana. Durante el transcurso de los torneos, la familia del maestre se enfrentaría con el Clavero Alonso de Monroy (alto cargo de la orden), siendo tomado como prisionero y escapando posteriormente. Esto sería el comienzo de una larga serie de enfrentamientos entre la nobleza extremeña que solo concluirían con el fin de la guerra de sucesión castellana (1475-1479) entre Isabel la Católica y su sobrina Juana la Beltraneja.
Ya en el siglo XVIII, la torre pierde toda su función militar y la familia Mayoralgo intenta hacerse con el control privado de la misma. En 1728 don José Joaquín de Mayoralgo hace una petición formal a las autoridades locales para levantar un arco que una su palacio con la torre, y en 1738 repite la petición, argumentando que además se liberaría un gran espacio del propio adarve ocupado por la escalera de acceso a la torre, permitiendo el paso de carruajes en dicha vía. Solo en 1764 la familia obtiene el beneplácito local, a condición de que mantenga la torre en buen estado y el arco sea lo suficientemente alto para que permita el paso de coches por el adarve. En la década de 1770 la familia de Mayoralgo logra la incorporación de la torre al palacio para su uso y disfrute privado. Don José María de Mayoralgo y Golfín manda construir un arco que salva el adarve y une dicho palacio con la muralla, creando un pasillo elevado a más de cuatro metros. Esto permitía a los dueños participar de los acontecimientos públicos en la plaza Mayor desde la torre sin necesidad de salir de su propia casa.
El frontal de la torre quedaría prácticamente oculto durante el siglo XIX y principios del XX por construcciones privadas que deseaban ocupar el espacio de la calle descendente hacia la plaza. Solo después de progresivas restauraciones, se libraría todo el espacio de la torre y el lienzo de muralla colindante. Actualmente, la torre de los púlpitos está abierta al público y se puede acceder desde el centro de interpretación de la Torre de Bujaco.